# Jordkrusmossa
Jordkrusmossa (Weissia controversa) är en bladmossart som beskrevs av Hedwig 1801. Jordkrusmossa ingår i släktet krusmossor, och familjen Pottiaceae. Arten är reproducerande i Sverige. Inga underarter finns listade i Catalogue of Life.

## Bildgalleri

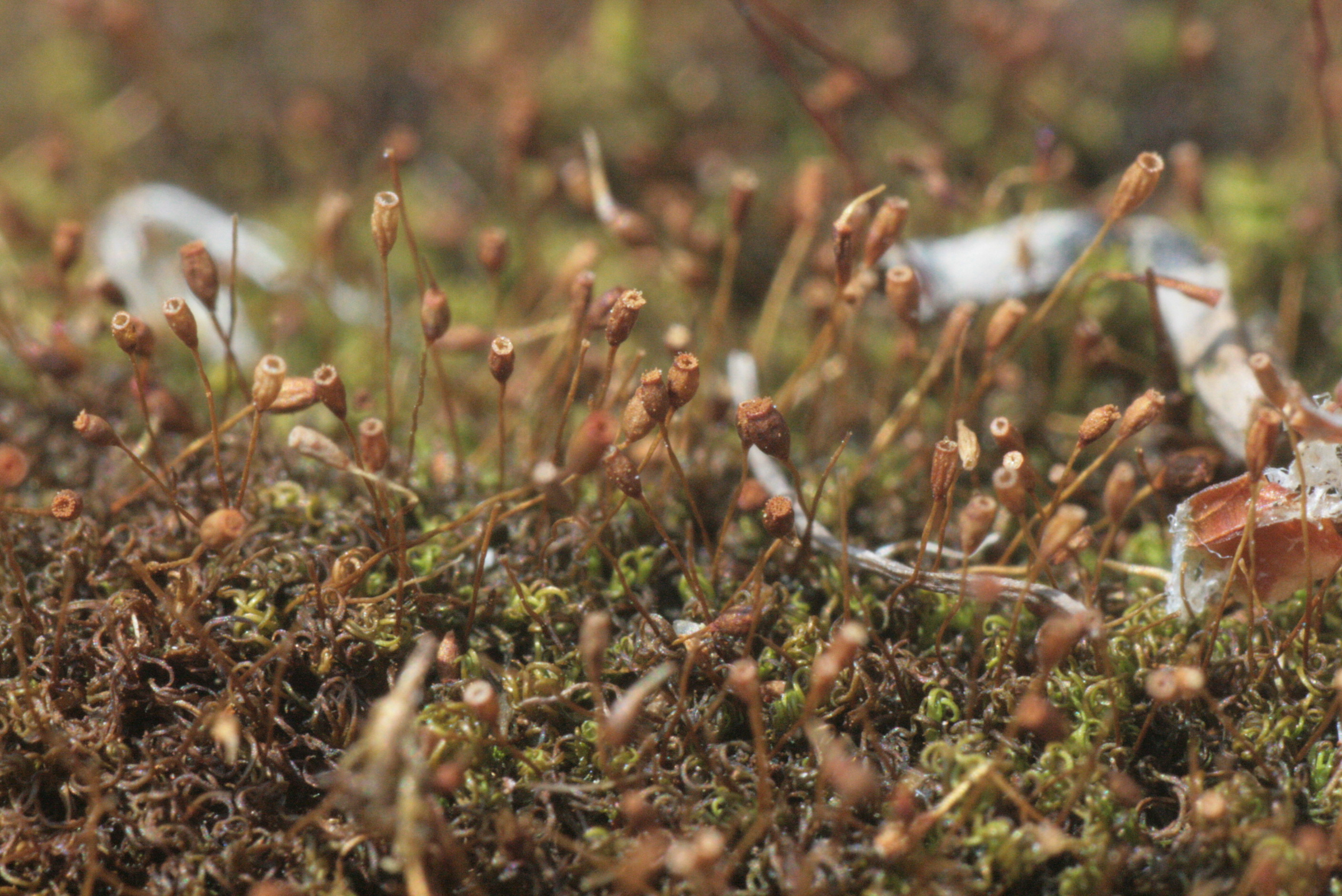
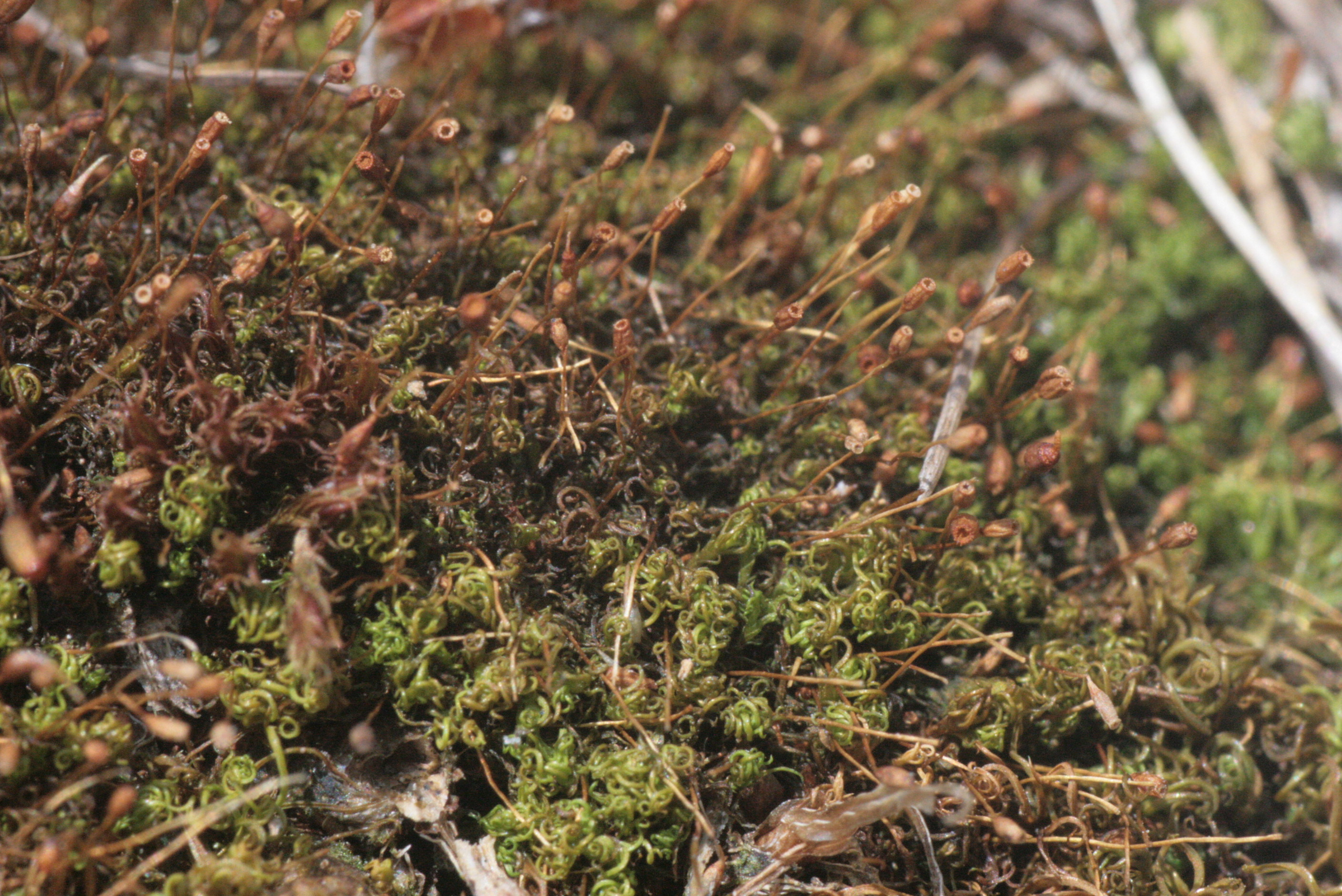
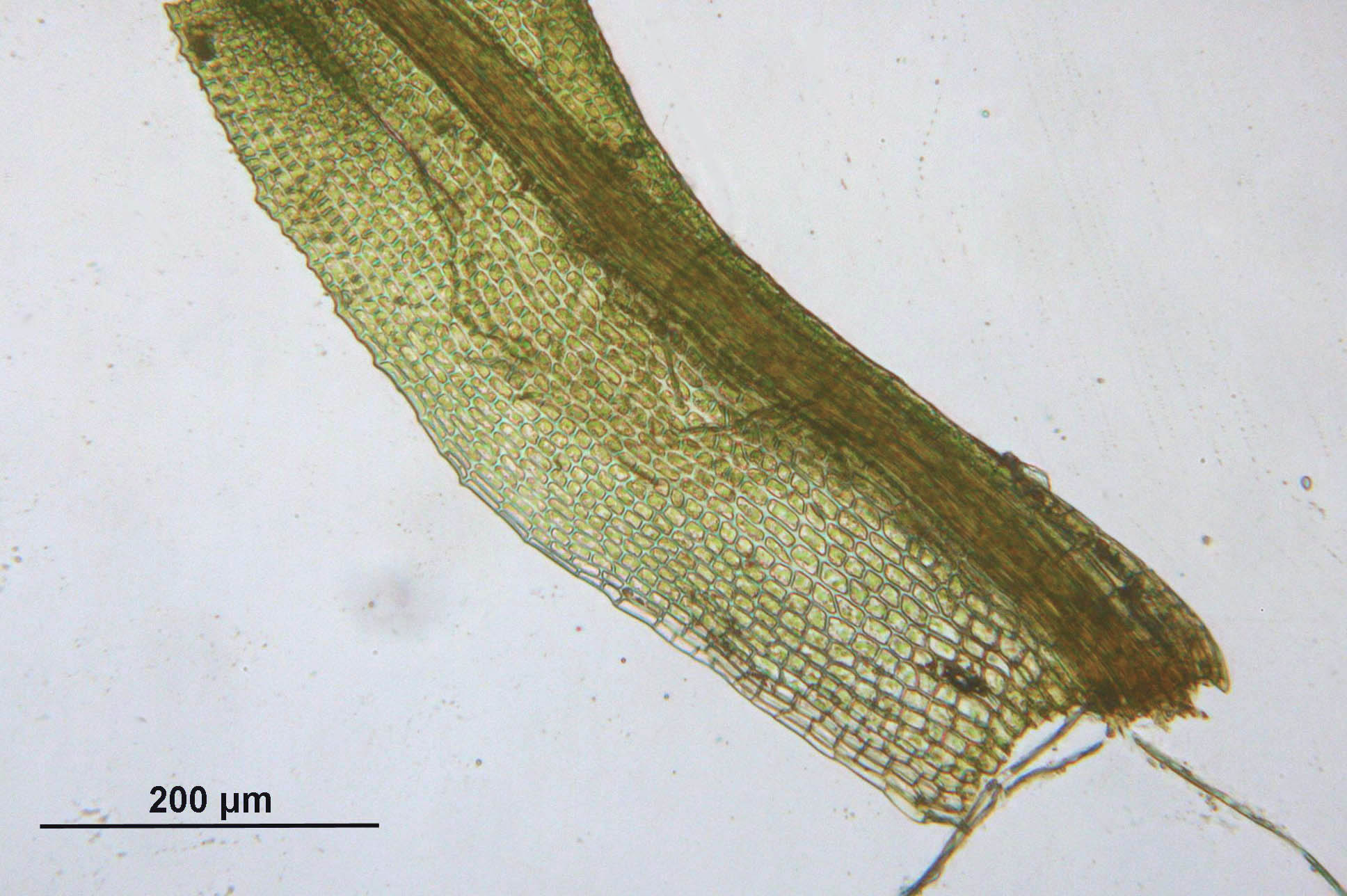
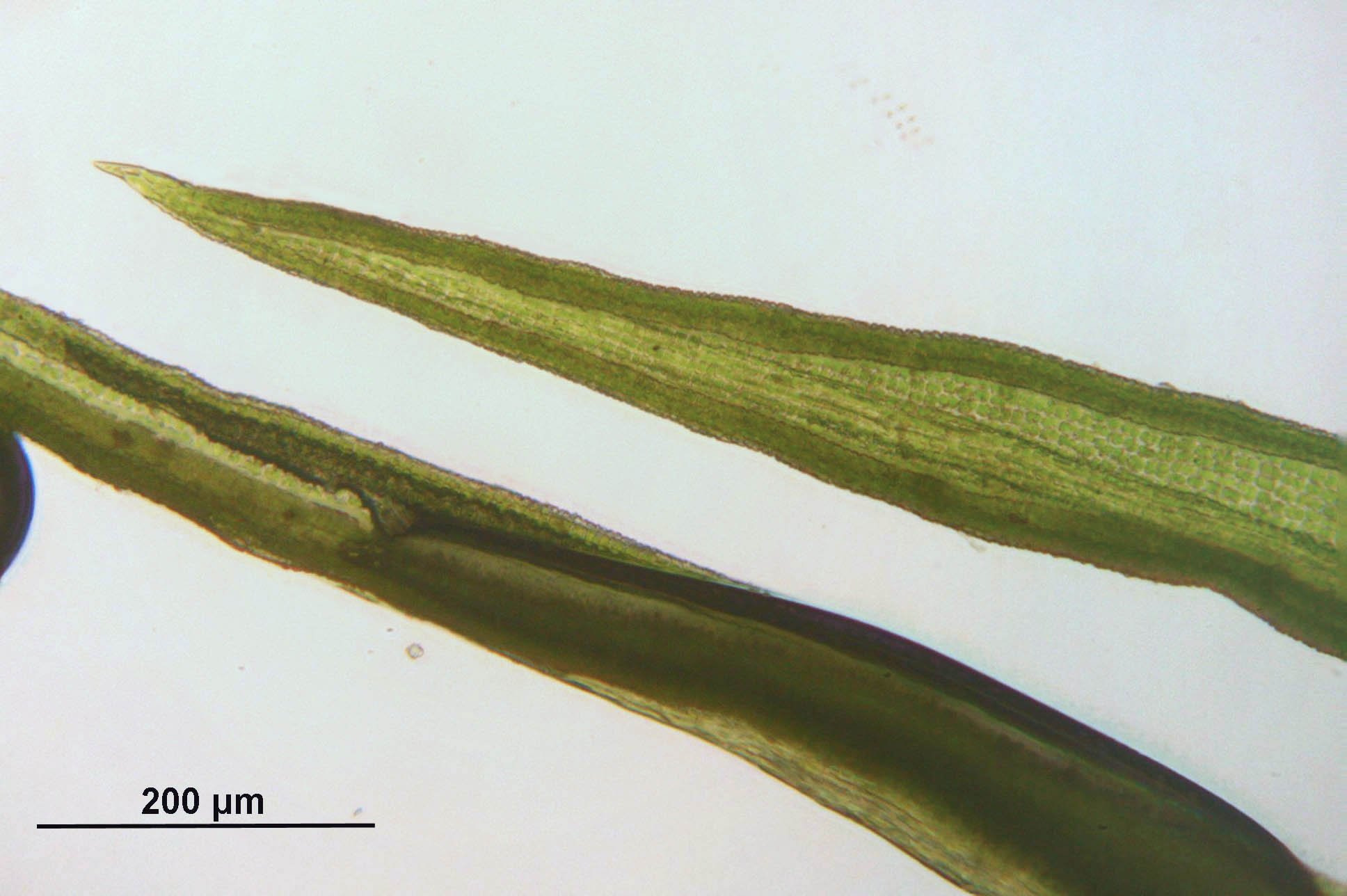